# 181829 Houyunde
181829 Houyunde è un asteroide della fascia principale. Scoperto nel 1998, presenta un'orbita caratterizzata da un semiasse maggiore pari a 2,4182483 au e da un'eccentricità di 0,1226925, inclinata di 6,38599° rispetto all'eclittica.